# Émeutes antisémites en Ciscaucasie
Fin octobre 2023, plusieurs violentes émeutes antisémites éclatent en Ciscaucasie en Russie, population à majorité musulmane. Les émeutes ont lieu dans le contexte de la guerre à Gaza, conflit qui provoque une augmentation des incidents antisémites dans diverses régions du monde.

## Contexte
Quelques jours avant les événements de l'aéroport de Makhatchkala, des chaînes Telegram locales diffusent des appels à participer au rassemblement à l'aéroport. Des messages sur les « réfugiés d'Israël » venant d'arriver au Daghestan sont publiés par une chaîne Telegram lancée par l'homme politique russo-ukrainien Ilia Ponomarev,. Auparavant, la même chaîne Telegram avait organisé les manifestations de 2022 dans le Caucase du Nord (en).

## Chronologie

### 28 octobre 2023

#### Khassaviourt
Les habitants de Khassaviourt, au Daghestan, se rassemblent près de l'hôtel Flamingo après des informations selon lesquelles des réfugiés d'Israël y seraient hébergés. Les manifestants exigent la totalité des résidents de l'hôtel devant les fenêtres. Essuyant un refus, l’hôtel est caillassé par les manifestants. Les personnes rassemblées crient « Allahu akbar » tout en exigeant de vérifier les sous-sols, puis de les laisser entrer dans l'hôtel. La police, déployée sur place, autorise finalement les manifestants à pénétrer dans l'hôtel pour s'assurer qu'il n'héberge « aucun Juifs ». Après cet événement, un message est affiché à l’extérieur de l’hôtel indiquant qu’il est interdit aux Juifs.

#### Tcherkessk
Un rassemblement antisémite a lieu à Tcherkessk, la capitale de Karatchaïévo-Tcherkessie, exigeant « l'expulsion des Juifs de souche ».

### 29 octobre 2023

#### Naltchik
À Naltchik, en Kabardino-Balkarie, un centre communautaire religieux national et culturel juif local en construction est incendié, les assaillants ayant écrit « Mort aux Yahuds » sur son mur.

#### Aéroport de Makhatchkala
Une foule prend d'assaut l'aéroport Ouïtach près de Makhatchkala, au Daghestan, après l'arrivée d'un vol de la compagnie Red Wings en provenance de Tel Aviv. Des messages se répandent sur Telegram selon lesquels un vol direct en provenance d'Israël est en train d'arriver au Daghestan, avec des appels au rassemblement à l'aéroport afin d'empêcher l'avion de débarquer les passagers. Alors que le site d'information en langue russe Meduza déclare que la foule est composée de « résidents locaux », la chaîne Canal 12 israélienne rapporte que la plupart des gens dans la foule sont des expatriés palestiniens.
Comme indiqué sur le site de l'aéroport, l'avion en provenance de Tel-Aviv atterrit à 19 h 17 heure locale. Au même moment, des dizaines de manifestants prennent d'assaut l'aéroport pénètrent sur la piste, dont certains, selon Izvestia, réussissent à grimper sur les ailes de l'avion,. Vingt personnes sont blessées, dont neuf policiers, dont deux grièvement. Les passagers de l'avion sont indemnes. 150 suspects sont identifiés, tandis que 60 sont arrêtés. L'agence fédérale du transport aérien russe annonce la fermeture provisoire de l'aéroport jusqu'au 6 novembre, avant de finalement rouvrir le 30 octobre. Ce jour-là, les autorités annoncent l'arrestation de 83 personnes au total.

## Réactions

### En Russie
Le chef du Daghestan, Sergueï Melikov, qualifie l'incident de violation flagrante de la loi, bien que la population « sympathise avec la souffrance des victimes des actions de personnes et de politiciens injustes et prie pour la paix en Palestine ». Les dirigeants régionaux de deux autres régions du Caucase du Nord appellent au calme. Le principal mufti du Daghestan lance un appel similaire. Le chef de la Tchétchénie, Ramzan Kadyrov, ordonne au ministère de l'Intérieur et à la Garde nationale l'arrestation de manifestants potentiels, les autorisant à ouvrir le feu.
Le président Vladimir Poutine ordonne une réunion de ses plus hauts responsables de la sécurité, tandis que son porte-parole Dmitri Peskov impute les troubles à une « ingérence extérieure ». Poutine accuse l'Ukraine d’être une des principales influences de l’antisémitisme.

### Internationales
La porte-parole de la présidence américaine, Adrienne Watson, condamne les émeutes. Le Premier ministre canadien Justin Trudeau condamne également les événements comme étant « profondément inquiétants ». Stefan de Keersmaecker, porte-parole de la Commission européenne, fit de même.
Le gouvernement israélien appelle les autorités russes à protéger les Israéliens et les Juifs en Russie.
Le président ukrainien Volodymyr Zelensky, d'origine juive, impute ces événements à la « culture largement répandue de haine envers les autres peuples, propagée par la télévision d'État, les experts et les autorités ».